# Georg Andrén (född 1960)
Georg Bengt Erik Andrén, född 27 februari 1960, är en svensk ämbetsman. Han är sedan 9 december 2019 landshövding i Värmlands län.

## Biografi
Andrén växte upp i Västerås och studerade nationalekonomi vid Uppsala universitet. 
Under perioden 1997–2000 arbetade han för Diakonia i Sydafrika med demokratiutveckling. Han har arbetat på Svenska kyrkans rikskansli med globala ekonomiska rättvisefrågor, på Sveriges riksbank 2002–2004 samt på Utrikesdepartementet 2004–2008. Åren 2008–2013 arbetade han på Sida, bland annat som chef för Afrikaavdelningen, och 2014–2017 Sveriges ambassadör i Guatemala City. 
Åren 2017–2019 var han generalsekreterare för Diakonia.
Sedan den 9 december 2019 är han landshövding i Värmlands län, förordnad till och med 31 januari 2025. I oktober 2024 förlängdes Andréns förordnande till 31 januari 2028.

### Familj
Georg Andrén är son till Bengt Andrén och sonson till statsvetaren, statsrådet och landshövdingen Georg Andrén.